# Panzerdenkmal Rothenburg/O.L.

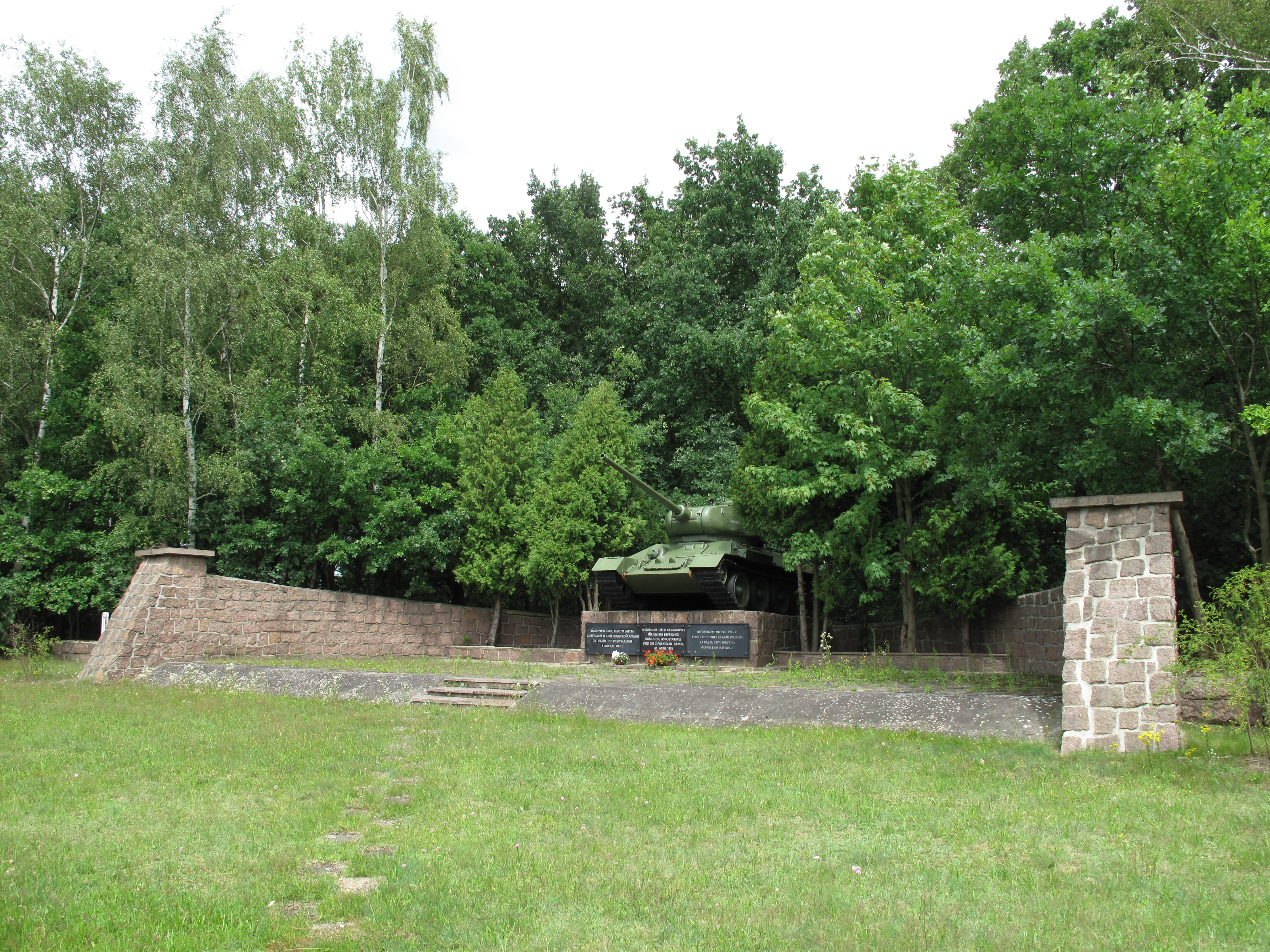
Gesamtanlage Panzerdenkmal

Das Panzerdenkmal in Rothenburg/O.L. im sächsischen Landkreis Görlitz erinnert an die Einnahme des Ortes durch die sowjetische und polnische Armee im April 1945.
Das Kulturdenkmal befindet sich auf der Denkmalschutzliste des Landesamtes für Denkmalpflege Sachsen (Stand: 15. April 2014).

## Geschichte
Mit dem Bau des Panzerdenkmals wurde am 16. Juli 1969 an historisch denkwürdigem Ort begonnen, denn an dieser Stelle erkämpften im Zweiten Weltkrieg am 16. April 1945 die 52. sowjetische Armee und die 2. Polnische Armee den Übergang über die Neiße. Dieser Übergang hatte überregionale Bedeutung für die spätere Schlacht um Bautzen und den Marsch der 1. Ukrainischen Front unter Marschall Konew auf Berlin.
Vor ihrem Rückzug aus Rothenburg/O.L. hatte die Wehrmacht im April 1945 alle Rothenburger Neißebrücken zerstört. Die 2. Polnische Armee bildete während des Neißeübertritts mehrmals einen Brückenkopf. Durch die anschließenden Gefechte wurde die Stadt stark zerstört.

## Denkmal

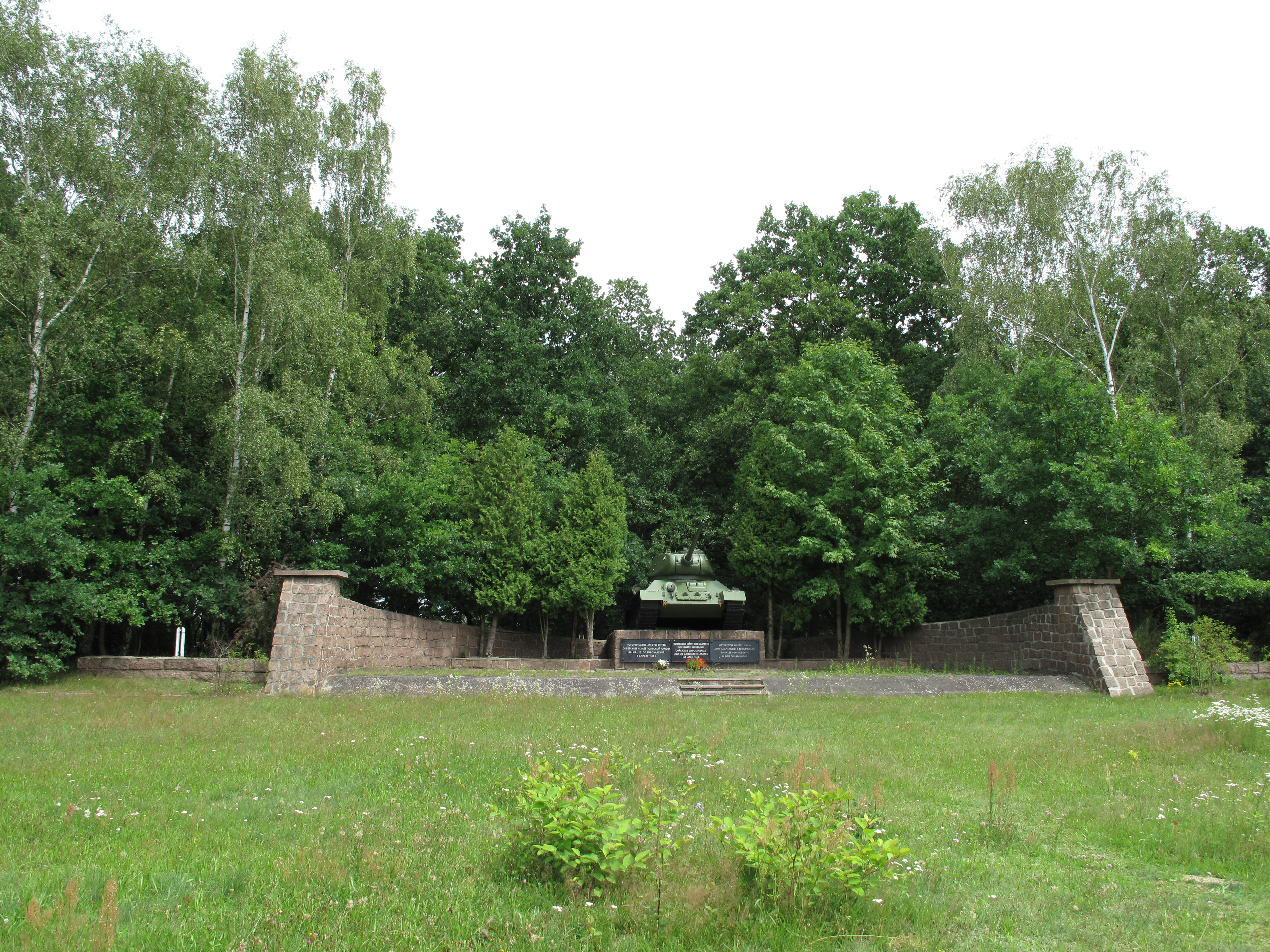
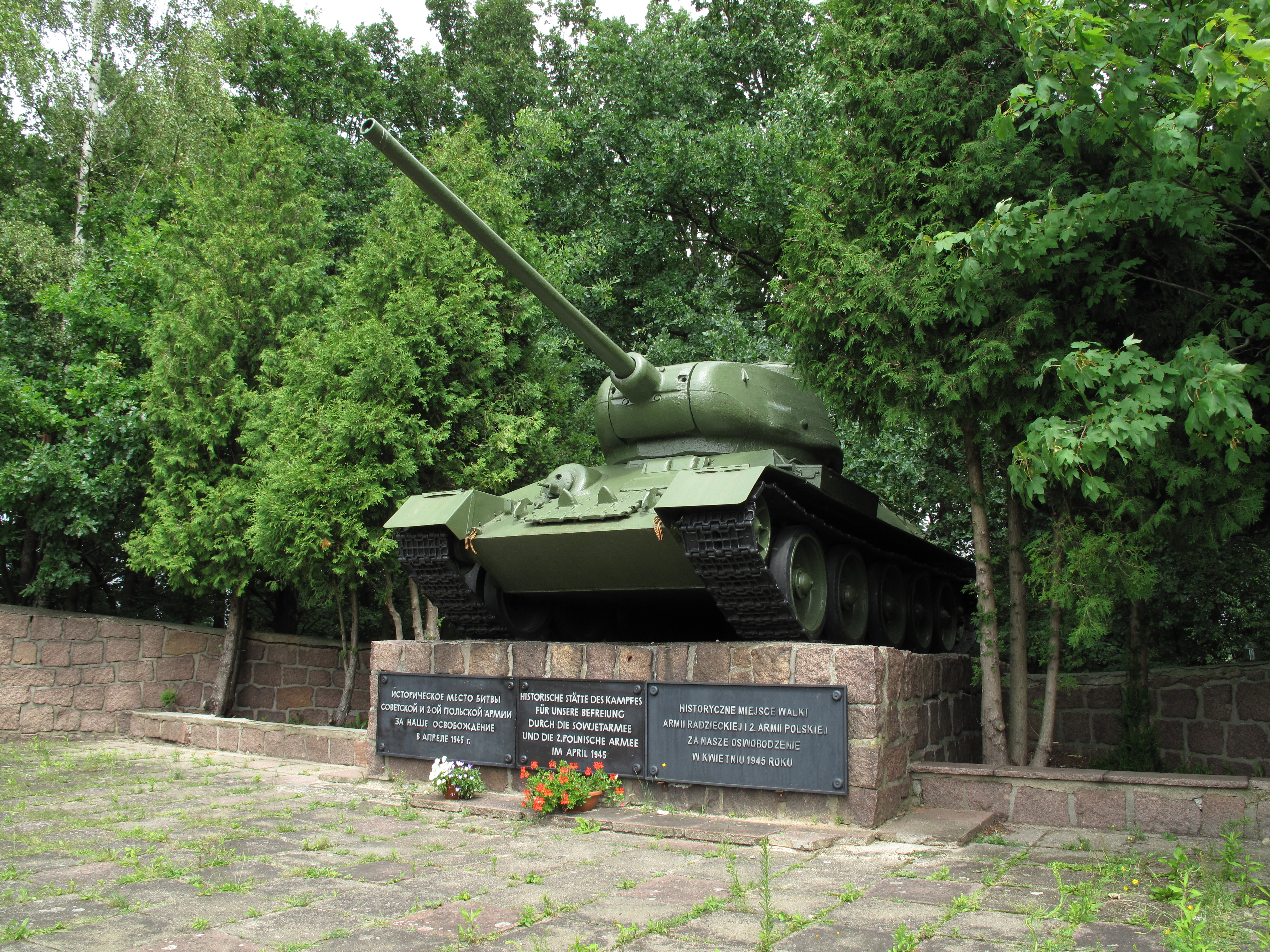
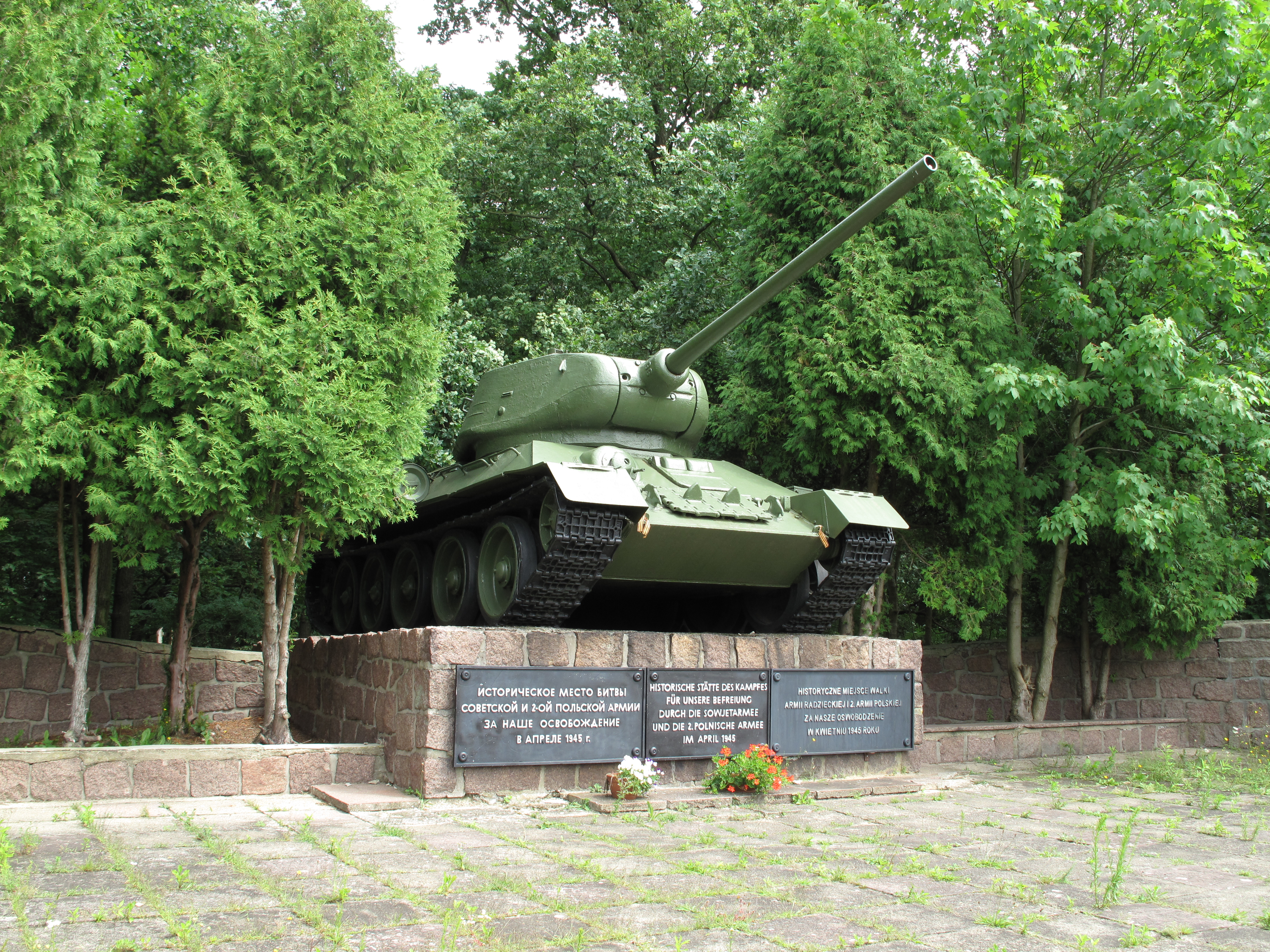
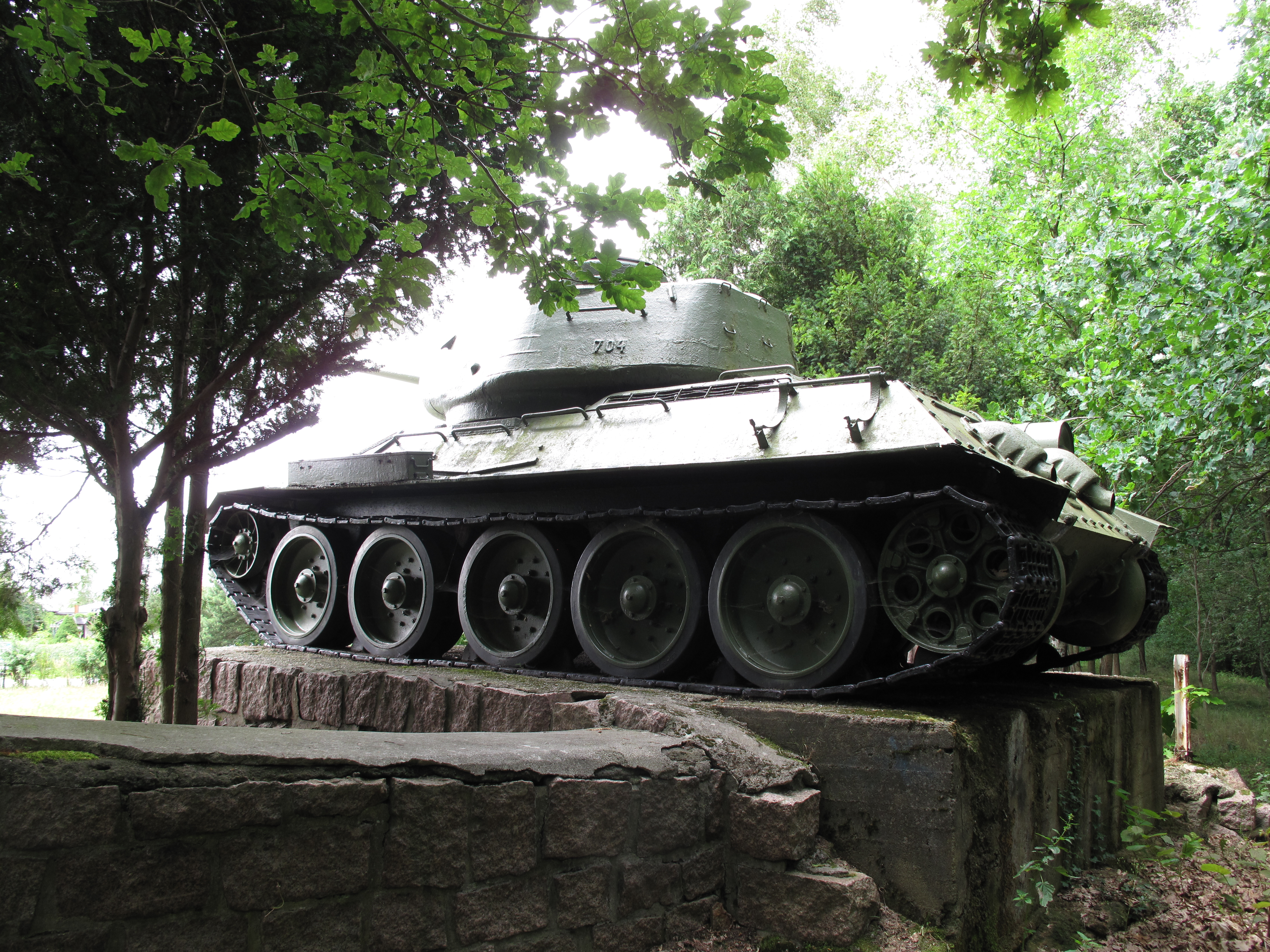
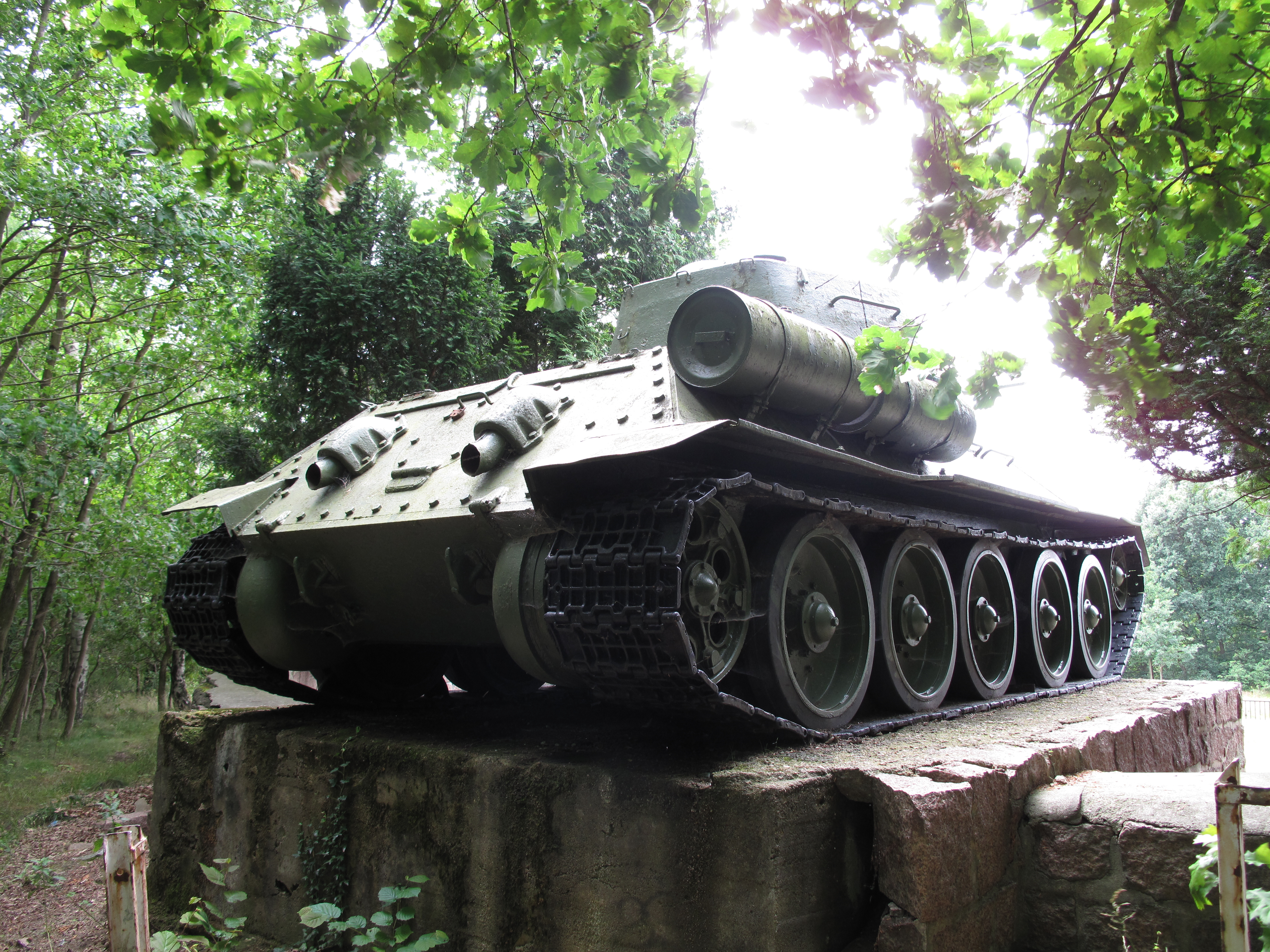
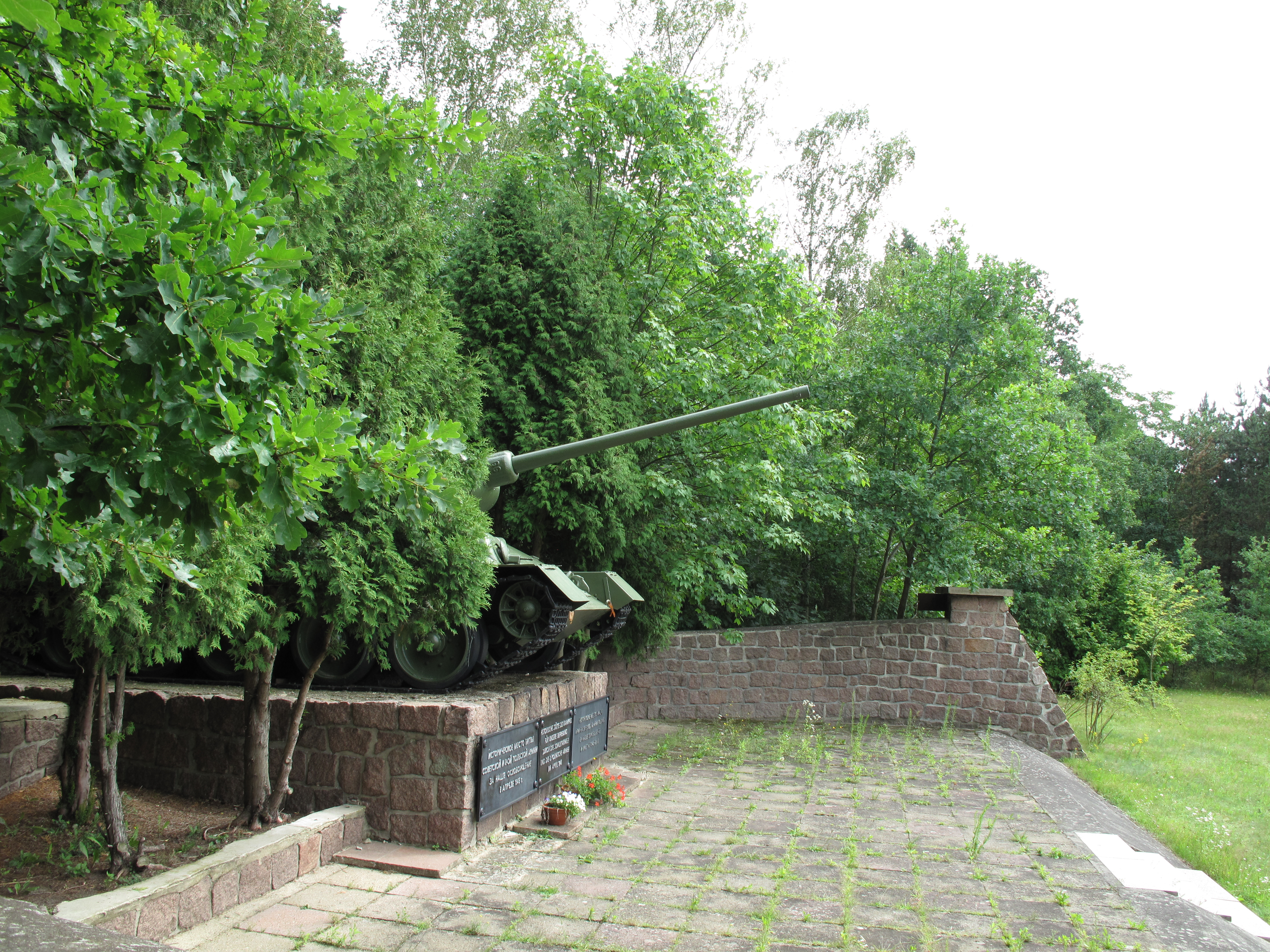

Das Denkmal befindet sich direkt am Stadtrand von Rothenburg/O.L. Auf einem aus Granitsteinen gemauerten Sockel steht ein Panzer T-34. Eine Mauer aus gleichem Material umringt den Panzer im Halbkreis. Die Mauer ist hinter dem Panzer etwa einen Meter hoch, an den Enden, die jeweils einen Sockel tragen, auf denen sich früher möglicherweise Kränze oder Flammenschalen befanden, etwa zwei Meter hoch. Auf dem abschüssigen Gelände hinter der den Panzer umringenden Mauer befindet sich ein Wäldchen, dem sich eine unbebaute Grünfläche anschließt, die sich bis zum heutigen Grenzfluss Lausitzer Neiße zieht. Vor dem Panzer befindet sich eine Wiesenfläche, die zur angrenzenden Staatsstraße 127 hin durch eine Hecke optisch begrenzt wird. Rechts und links des Panzers befinden sich Laubbäume, die das Kampffahrzeug mittlerweile um das Doppelte überragen.
An dem Sockel befinden sich drei Metalltafeln mit inhaltlich gleichen Inschriften auf Russisch, Deutsch und Polnisch:
| ИСТОРИЧЕСКИЕ МЕСТО БИТВЫ СОВЕТСКОЙ И 2-ОЙ ПОЛЬСКОЙ АРМИИ ЗА НАШЕ ОСВОБОЖДЕНИЕ В АПРЕЛЕ 1945 г. | HISTORISCHE STÄTTE DES KAMPFES FÜR UNSERE BEFREIUNG DURCH DIE SOWJETARMEE UND DIE 2. POLNISCHE ARMEE IM APRIL 1945 | HISTORYCZNE MIEJSCE WALKI ARMII RADZIECKIEJ I 2. ARMII POLSKIEJ ZA NASZE OSWOBODZENIE W KWIETNIU 1945 ROKU |

Der Panzer T-34 war in den Kämpfen des Zweiten Weltkrieges eingesetzt. Er trägt auf der linken Seite des Geschützturmes die Nummer 704. Das aufgestellte Modell T-34/85 wiegt knapp über 32 Tonnen, besitzt eine Panzerung von 4,5 cm Stahl und bot fünf Soldaten Platz. Der Zwölfzylinder-Dieselmotor hatte 38,9 l Hubraum, entwickelte 500 PS und eine maximale Geschwindigkeit von 47 km/h. Bewaffnet war dieser Panzer mit der 85 mm Panzerkanone SiS-S-53, die durch zwei Maschinengewehre Kal. 7,62 ergänzt wurde.